# ÀVélo
àVélo est un service de vélopartage à Québec. Entré en service en 2021, le réseau est constitué en 2025 de 165 stations et de 1 800 vélos.

## Historique

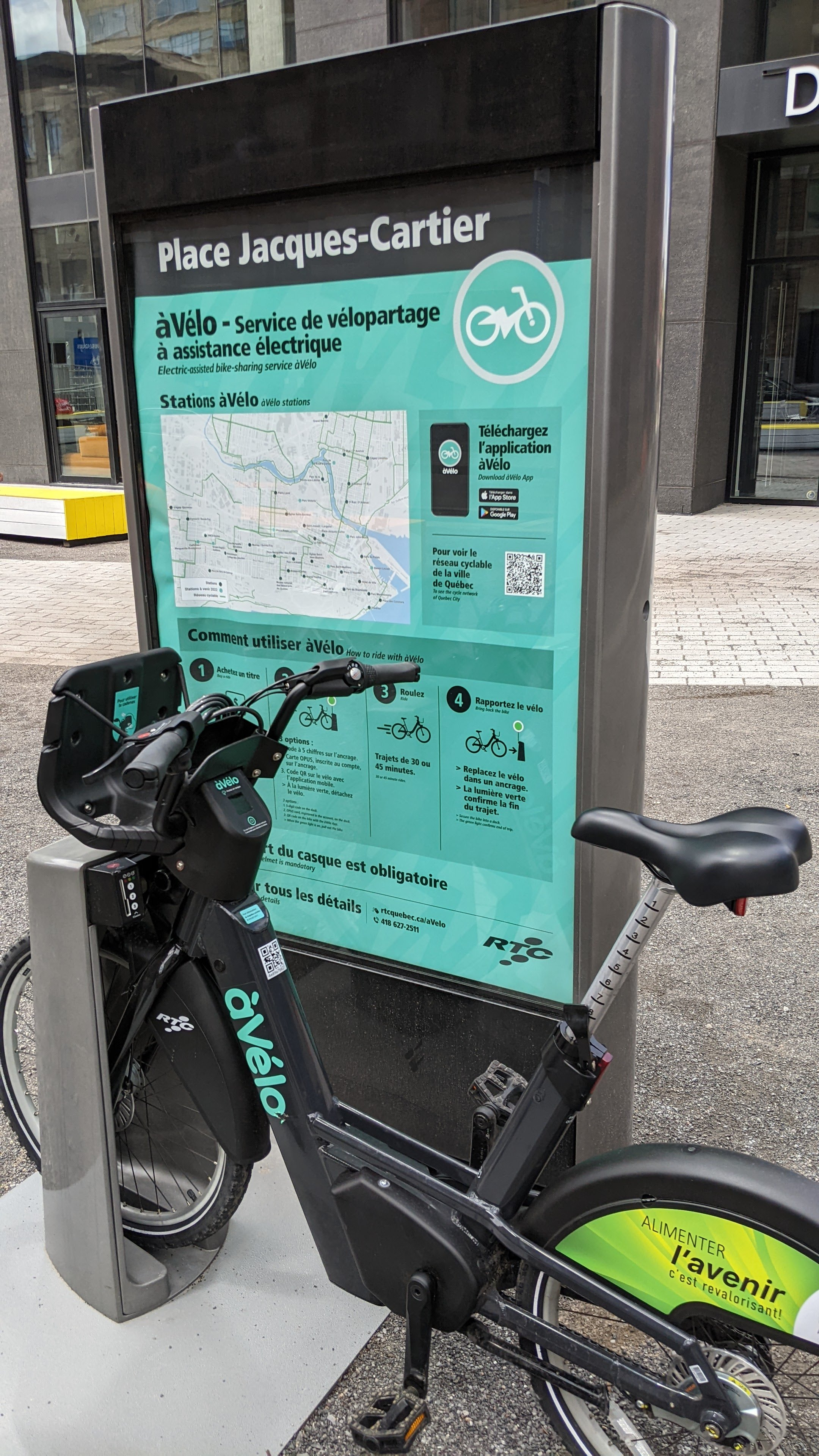
Un vélo à la station Place Jacques-Cartier.

àVélo entre pour la première fois en service le 9 juillet 2021. Lors cette première saison, 10 stations et 100 vélos à assistance électrique sont déployés au centre-ville. Québec devient la première ville au Canada avec un réseau entièrement à assistance électrique, une caractéristique rendue nécessaire en raison de la topographie de la ville.
Initialement, le service devait connaître une croissance annuelle de 2021 à 2024 pour atteindre 100 stations et 1 000 vélos. Son succès rapide mène à l'annonce d'un plan de croissance additionnelle qui permettra de desservir un plus vaste territoire en déployant jusqu'à 330 stations et 3 300 vélos d'ici 2028.
En 2025, la période d'activité est prolongée afin de permettre une plus longue utilisation en automne. La fermeture du service passe du 31 octobre au 15 novembre.

## Exploitation
Lyft Urban Solutions est le fournisseur des équipements du réseau. Capitale Mobilité, une société en commandite du Réseau de transport de la Capitale, est en charge de l'exploitation.

### Vélo

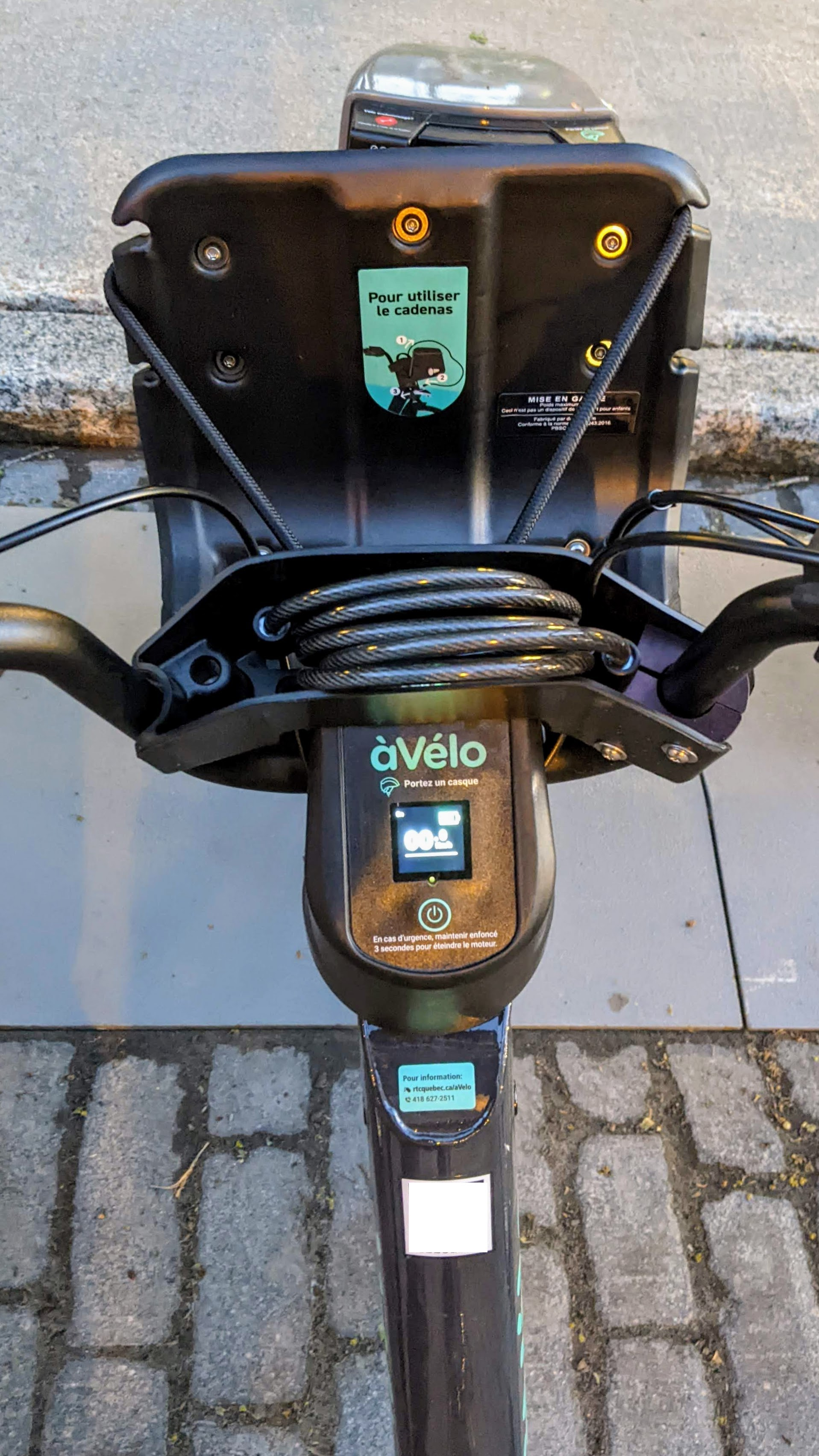
Les vélos possèdent un panier de rangement et un cadenas intégré.

Le service utilise le modèle E-FIT du constructeur québécois Devinci. D'un poids de 27 kg, il est propulsé par un moteur Brose à assistance électrique de 250 watts limité à 32 km/h. Il possède une poignée rotative à 3 vitesses afin d'ajuster la cadence de pédalage selon le relief. Il est doté d'un écran LCD affichant la durée du trajet, la vitesse et le niveau de charge de la batterie. Le vélo envoie des données sur son positionnement via GPS. 

### Stations
Il existe présentement deux types de station : électrifiée ou solaire. Dans le premier cas, la station est reliée au réseau électrique et permet de recharger les vélos. L'énergie solaire dans le deuxième type de station permet uniquement d'alimenter la borne de service, elle ne recharge pas les vélos. Ceux-ci sont manuellement remplacés par des employés.

## Fréquentation
En 2023, l'objectif de 350 000 trajets pour la saison complète a été dépassé dès le mois d'août. Au final, près du double de trajets ont été réalisés. En 2024, l'objectif de 1,1 million de trajets a également été dépassé en septembre, plus d'un mois avant la fin de la saison. Cette même année, la station la plus fréquentée était celle de la Place D'Youville avec 34 276 départs.
| Année | Stations | Vélos | Trajets   |
| ----- | -------- | ----- | --------- |
| 2021  | 10       | 100   | 29 100    |
| 2022  | 40       | 400   | 185 200   |
| 2023  | 74       | 780   | 670 800   |
| 2024  | 115      | 1300  | 1 281 000 |
| 2025  | 165      | 1800  | -         |
| 2026  | 225      | 2300  | -         |
| 2027  | 280      | 2800  | -         |
| 2028  | 330      | 3300  | -         |